# 1995 год в театре
1995 год в театре

## События
- «Балет Джоффри» переехал из Нью-Йорка в Чикаго.
- 13 марта — в Малом театре состоялась первая церемония награждения театральной премии «Золотая маска». Из 26 московских спектаклей лучшим был назван «Нумер в гостинице города NN» Центра им. Вс. Мейерхольда. Также лауреатамиоменко, художник Сергей Бархин, дирижёр Евгений Колобов, актёры Наталья Тенякова и Александр Феклистов; специальная премия вручена балерине Галине Улановой.
- 26 мая — мировая премьера оперы «Джезуальдо» А. Г. Шнитке в Венской государственной опере под управлением М. Л. Ростроповича.

## Деятели театра

### Скончались
- 2 января, Бухарест — Валериу Эмиль Галан, румынский драматург (родился в 1921).
- 4 января, Москва — Валерий Носик, актёр театра и кино.
- 2 февраля, Сен-Поль-де-Ванс — Дональд Плезенс, английский актёр театра, кино и телевидения.
- 8 марта, Москва — Михаил Погоржельский, актёр театра и кино.
- 26 апреля, Тель-Авив — Григорий Лямпе, актёр театра и кино, артист Московского театра на Малой Бронной.
- 8 мая, Москва — Ольга Викландт, актриса театра и кино, артистка Московского театра им. А. С. Пушкина, народная артистка РСФСР (1949).
- 12 мая, Москва — Андрей Болтнев, актёр театра и кино.
- 18 мая, Лос-Анджелес — Александр Годунов, артист балета и киноактёр; премьер Большого театра, «беглец из СССР» (1979).
- 23 мая, Москва — Владимир Ивашов, актёр театра и кино, народный артист РСФСР (1980).
- 29 июля, Киев — Леонид Бакштаев, актёр театра и кино, народный артист УССР (1987).
- 18 августа, Лондон — Дональд Биссет, английский детский писатель, художник, театральный актёр и режиссёр.
- 11 сентября, Санкт-Петербург — Владислав Стржельчик, актёр театра и кино, народный артист СССР (1974).
- 3 октября, Киев — Александр Ануров, актёр театра и кино, народный артист УССР (1976).
- 4 октября – Оскар Лийганд, заслуженный артист Эстонской ССР.
- 25 октября, Санкт-Петербург — Леонид Дьячков, актёр театра и кино, народный артист РСФСР (1980).
- 28 ноября, Москва — Евгений Шутов, актёр театра и кино, народный артист РСФСР (1980).